# Creuza de mä
| Recensione                 | Giudizio       |
| -------------------------- | -------------- |
| Ondarock                   | Pietra miliare |
| AllMusic                   |                |
| Piero Scaruffi             | 7/10           |
| Il dizionario del pop-rock |                |

Creuza de mä è l'undicesimo album in studio del cantautore italiano Fabrizio De André, realizzato in collaborazione con Mauro Pagani e pubblicato nel 1984 dall'etichetta Dischi Ricordi.

## Composizione
Creuza de mä è interamente cantato in genovese; la scelta di tale lingua da parte di De André deriva dal fatto che, oltre ad essergli familiare in quanto parlata nei suoi luoghi d'origine, rappresentava per lui un misto di parole derivanti da parlate diverse, facendo perno sull'enorme malleabilità ed eterogeneità di questo idioma, che, in diversi secoli di commerci, scambi e viaggi internazionali di cui il popolo ligure è stato protagonista,  in particolare dal basso Medioevo al XVII secolo, si è arricchito di numerose parole provenienti da altre lingue (greco, arabo, spagnolo, francese, inglese ed altre).
Al centro dei testi vi sono i temi del mare e del viaggio, le passioni, anche forti, e la sofferenza altrettanto forte; questi temi vengono espressi anche sul piano musicale, tramite il ricorso a suoni e strumenti tipici dell'area mediterranea e l'aggiunta di contenuti non musicali registrati in ambienti portuali e/o marinareschi, come le voci registrate dei venditori di pesce al mercato ittico di Piazza Cavour a Genova.

## Titolo

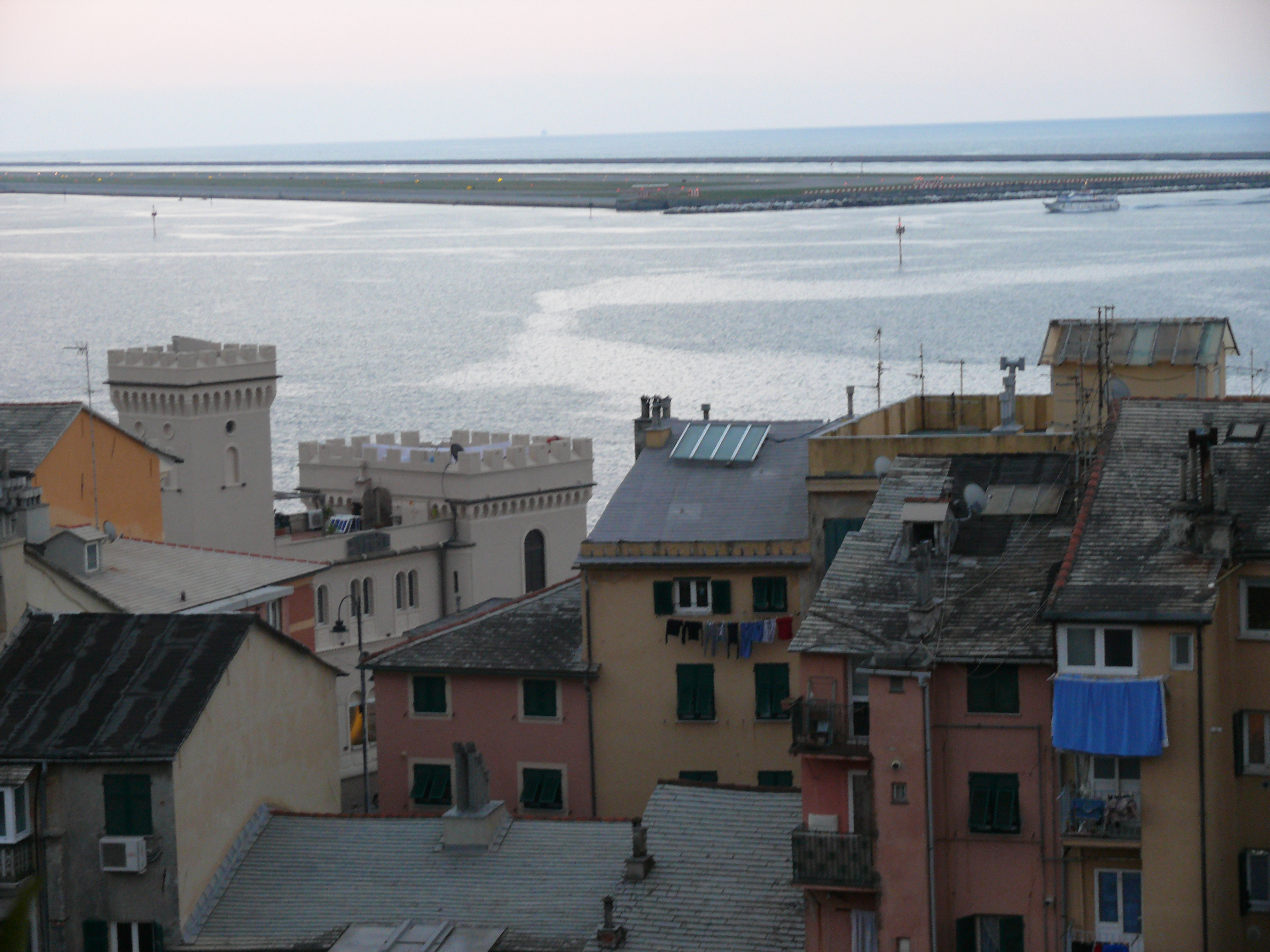
Il fenomeno delle crêuze de mä (Pegli con il castello dei Lomellini)

Il titolo dell'album e della canzone principale fa riferimento alla crêuza, termine che in genovese indica una piccola strada collinare, spesso sterrata o mattonata, in pendenza, delimitata da mura, e che porta in piccoli borghi, sia marinareschi che dell'immediato entroterra.
In questo caso però l'espressione crêuza di mare si riferisce poeticamente ed in maniera allegorica ad un fenomeno meteorologico del mare altrimenti calmo che, sottoposto a refoli e vortici di vento, assume striature argentate o scure, simili a fantastiche strade da percorrere come vie, crêuze de mä appunto, per intraprendere dei viaggi, reali o ideali.
Nell'edizione rimasterizzata del 2014 la grafia utilizzata è Crêuza de mä, ma in quelle successive è ritornata la grafia Creuza de mä, per esempio nel 2016, nel 2017 e in quella limitata e numerata del 2018.

## Brani

### Creuza de mä
(F. De André - M. Pagani, da Creuza de mä)

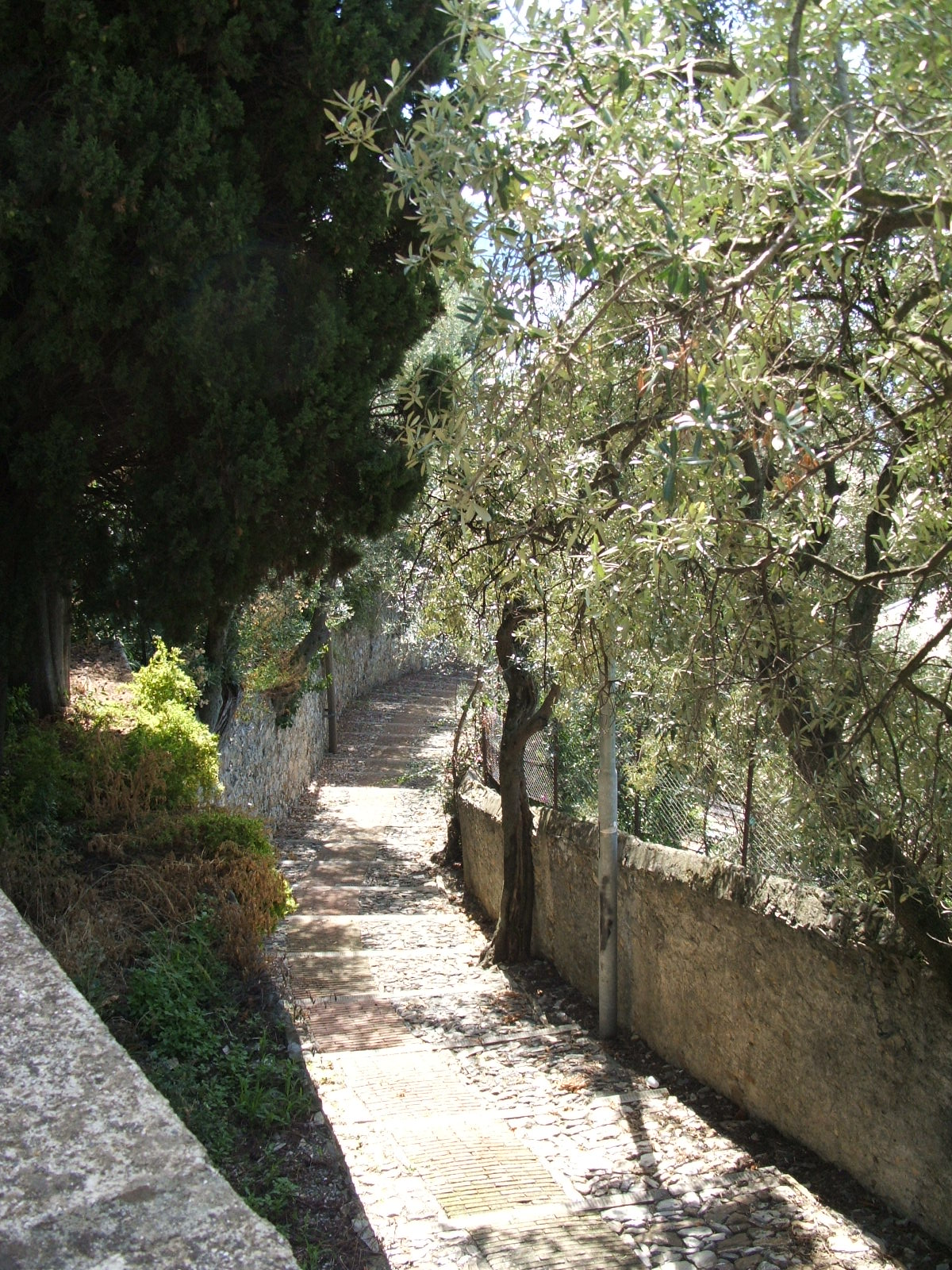
Una crêuza a Sant'Ilario

Creuza de mä (questa è la grafia riportata sia nella copertina sia nell'interno, dove vi è il testo del brano; il titolo depositato in SIAE risulta essere invece Creusa de ma) è la canzone d'apertura e dà il titolo all'album. 

Come già accennato, la locuzione ligure crêuza de mä, nel genovesato, definisce un viottolo o mulattiera, talvolta fatto a scalinata, che abitualmente delimita i confini di proprietà privata e collega (come del resto fa la maggior parte delle strade in Liguria) l'entroterra con il mare. La traduzione letterale è quindi "viottolo di mare" o, utilizzando un ligurismo, "crosa di mare".
Il testo parla dei marinai che, tornati dal mare, poeticamente descritto come un posto dove la Luna si mostra nuda (cioè non ombreggiata da colline, piante o case) e dove la notte ha puntato il coltello alla gola, consumano un pasto in una taverna, dall'Andrea, alla fontana dei colombi nella casa di pietra, e pensano a chi vi potrebbero trovare: gente di Lugano poco raccomandabile (cioè contrabbandieri svizzeri) e ragazze di buona famiglia.
Il brano è incentrato sulle figure dei marinai e sulle loro vite da eterni viaggiatori, descrivendoli quasi come estranei in occasione di un ritorno notturno a riva.
De André parla delle loro sensazioni, narra le esperienze provate sulla loro pelle, la crudezza d'essere in balìa reale degli elementi, nonché la scherzosa diffidenza una volta approdati, che si nota nel momento in cui immagina nell'assortimento di cibi, accettabili e normali (o quasi, per un vero marinaio), contrapposti ad altri, come il pasticcio in agrodolce di "lepre dei coppi", ovvero il gatto ("lepre delle tegole"), spacciato per una sorta di coniglio.
"E 'nt' a barca du vin ghe navighiemu 'nsc'i scheuggi" (E nella barca del vino navigheremo [anche] sugli scogli) "finché u matin... bacan d'a corda marsa d'aegua e de sä" (finché il mattino... padrone della corda marcia d'acqua e di sale), con quella corda finirà per legarci e riportarci al mare [al nostro destino] lungo una crêuza de ma.
Per quanto riguarda la struttura musicale, il brano segue un tempo di 4/4 per le strofe che cambia a 5/4 e 6/4 nei ritornelli e negli intermezzi strumentali.

### Jamin-a

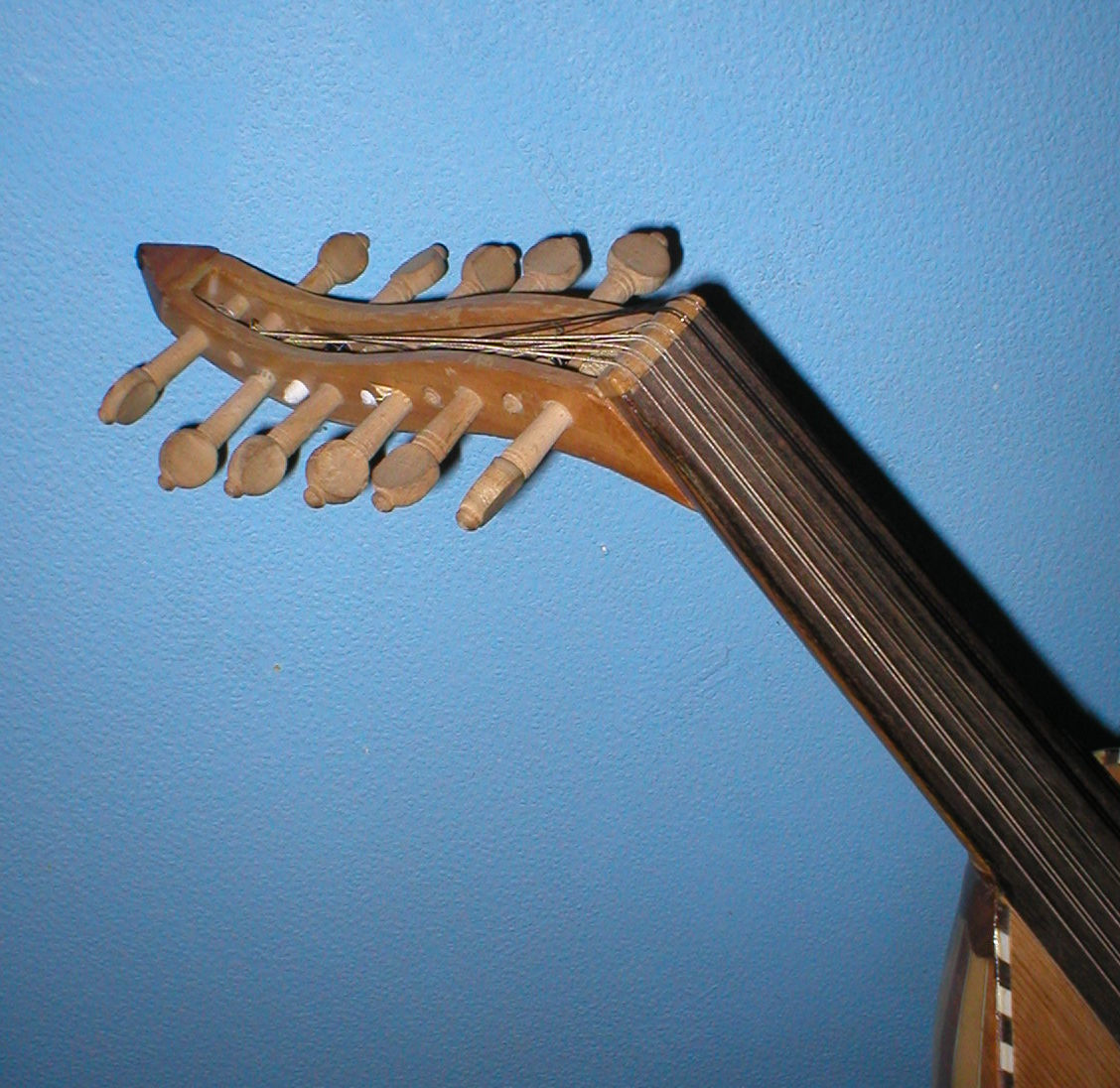
Dettaglio di un oud, strumento a corda di tradizione araba, progenitore del liuto europeo

Tra le canzoni più cariche di sensualità di Fabrizio De André, è un vero e proprio inno o elogio all'erotismo, impersonato dalla "lupa di pelle scura" Jamin-a, donna del porto desiderio amoroso dei marinai, capace di fare l'amore in modo travolgente e quasi insaziabile.
(Fabrizio De André)

### Sidún
Il brano è il canto di dolore di un padre di fronte alla morte violenta, a causa della guerra, del proprio giovane figlio, travolto da un carro armato.

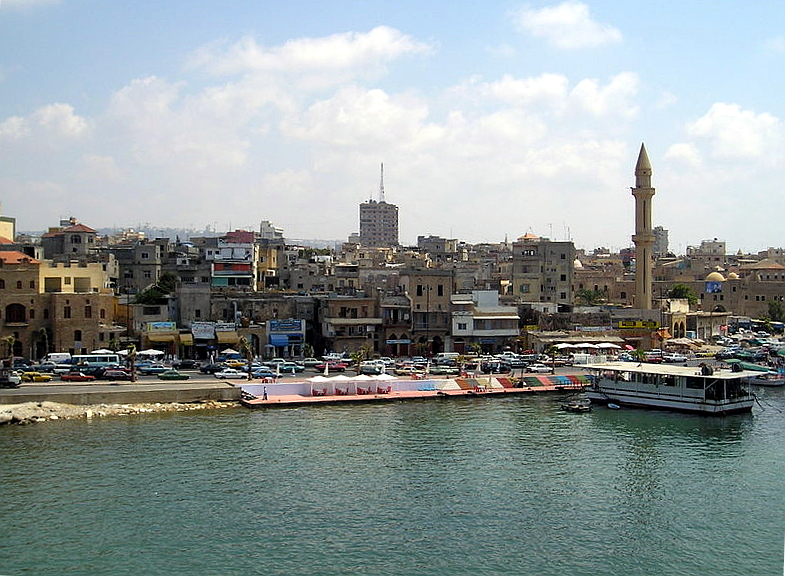
Sidone, la città vecchia

"Sidún" è in genovese la città di Sidone, in Libano, teatro, all'epoca della stesura del disco, di ripetuti massacri durante la guerra civile che sconvolse il paese (campo di battaglia di Siria e Israele) dal 13 aprile 1975 fino al 1990. A farne le spese fu in massima parte la popolazione civile, soprattutto i numerosissimi rifugiati palestinesi.
La canzone è introdotta dalle voci registrate di Ronald Reagan e Ariel Sharon, rispettivamente il presidente degli Stati Uniti ed il ministro della difesa di Israele dell'epoca, e dal rumore dei carri armati.
(Fabrizio De André)

### Sinán Capudán Pasciá

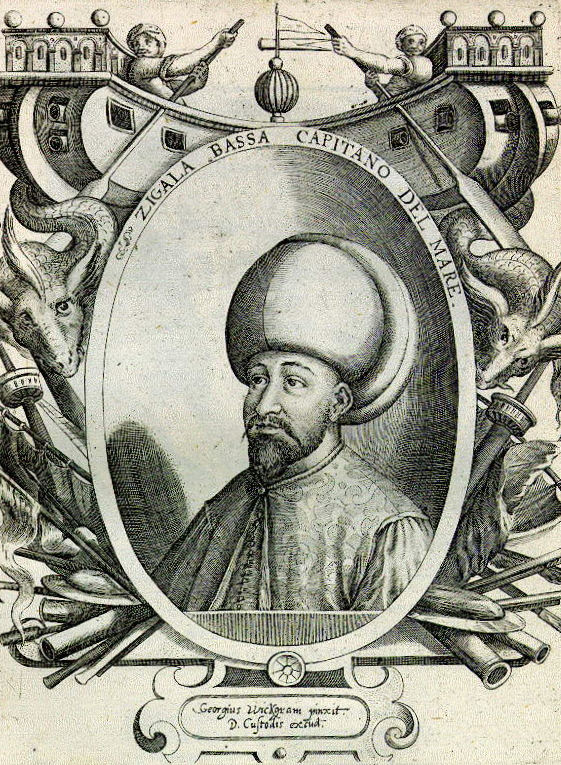
Il Cicala

La canzone fa riferimento alla vicenda storica del visconte Scipione Cicala, o Cigala (Çigä in genovese), appartenente ad una nobile famiglia genovese, che fu catturato dai Mori durante uno scontro navale e in seguito, per aver salvato la vita al sultano, convertendosi all'islam e ripudiando le proprie origini, diventò prima fiduciario del sultano e poi Gran Visir, con il nome di Sinàn Capudàn Pascià. Il personaggio, pur vedendo tutta la sua vita trasformata, non cambia intimamente e, diventato importante dignitario, afferma che di fatto non molto è mutato nel flusso della sua vita, che continua erratica ed opportunista (evidenziata dall'allegoria del pesce che quando le cose vanno bene sta a galla e quando vanno male si nasconde sul fondo), con la sola variante di proseguire giastemàndo Momâ òu pòsto do Segnô ("bestemmiando Maometto al posto del Signore").

### 'A pittima
'A pittima rappresentava, nell'antica Genova, la persona a cui i privati cittadini si rivolgevano per esigere i crediti dai debitori insolventi; il protagonista del brano è proprio una persona che svolge tale attività. Il compito della pittima era di convincere, con metodi più o meno leciti, i debitori a pagare; ancora oggi in Liguria il termine dialettale pittima viene usato per indicare una persona insistente e appiccicosa.
(Fabrizio De André)

### A duménega

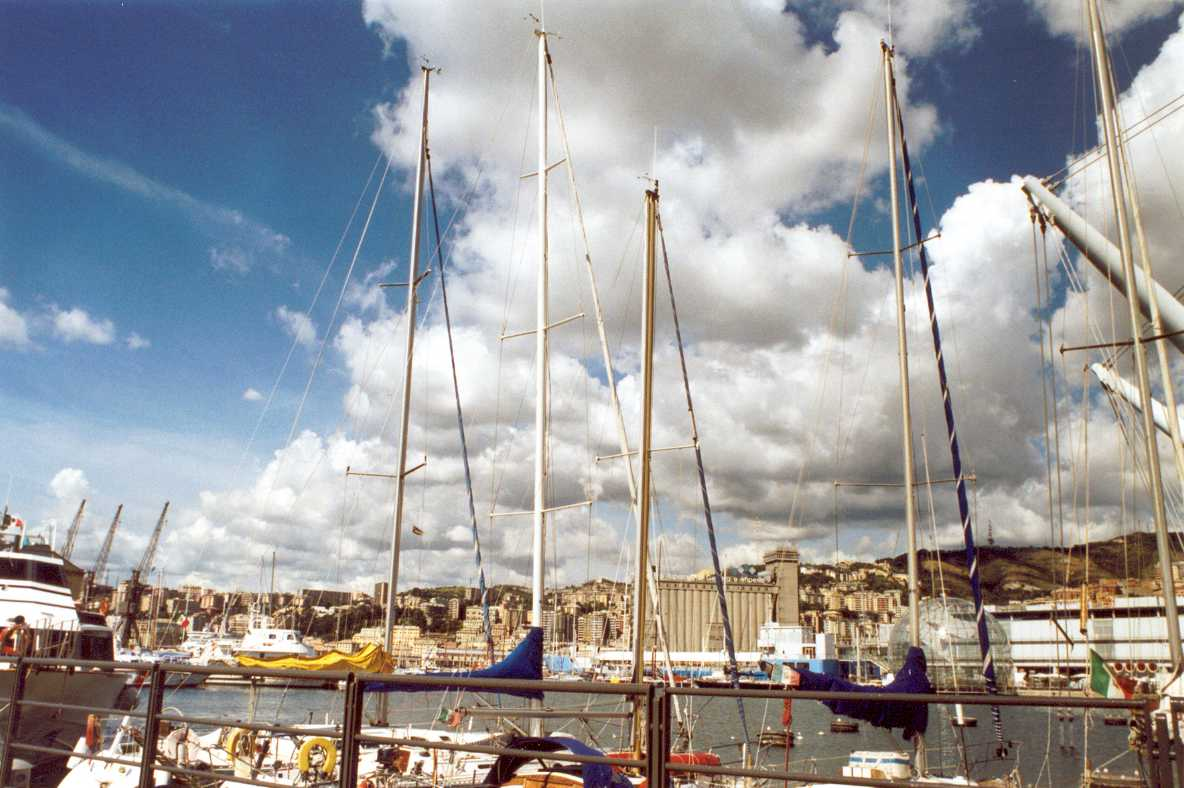
Genova, vista del porto antico

Mauro: Io ho fatto "A dumenega" avvertendo Fabrizio che la gente avrebbe detto: "Eh, questo è il Fabrizio di una volta!"»
(Fabrizio De André e Mauro Pagani, riguardo alla musica di "Â duménega")
Al pezzo, suonato a ritmo di ballata popolare, contribuisce il mandolino di Franco Mussida, chitarrista della Premiata Forneria Marconi; di Mussida è anche l'assolo di chitarra andalusa alla fine del brano.
Il brano racconta in maniera ironica il "rito" della passeggiata che un tempo, nella città di Genova, era concessa ogni domenica alle prostitute, per tutta la settimana relegate a lavorare in un quartiere della città. De André riporta le reazioni al passaggio delle prostitute di vari cittadini, tutti accomunati dall'incoerenza e dal finto moralismo: da chi di domenica grida loro qualsiasi epiteto sconcio e invece durante la settimana le frequenta, al direttore del porto, che è felice perché tutto quel ben di Dio a passeggio porta tanti soldi nelle casse del Comune, finanziando la costruzione di un nuovo molo (sembrava infatti che il Comune di Genova, con i ricavi degli appalti delle case di tolleranza, riuscisse a coprire per intero gli annuali lavori portuali), ma le insulta comunque "per coerenza", al rozzo bigotto che, per legge di contrappasso, sbraita contro le prostitute e sembra essere l'unico a non accorgersi che fra di loro c'è anche sua moglie.

### Da a me riva
Il brano chiude idealmente il discorso sull'eterno viaggiare dei marinai aperto ad inizio album con "Crêuza de mä". Il protagonista è un marinaio al momento della partenza per un nuovo viaggio, che saluta con un triste canto d'addio l'innamorata che lo guarda dal molo e la sua città, Genova.
(Fabrizio De André)

## Accoglienza
Intorno alla metà degli anni ottanta, la scelta di realizzare un disco destinato al mercato nazionale interamente in lingua ligure andava contro tutte le regole del mercato discografico.
Contro ogni aspettativa, l'album ebbe un grande successo di critica e di pubblico, e segnò una svolta nella storia della musica italiana ed etnica in generale.
Il disco è considerato dalla critica una pietra miliare della musica degli anni ottanta e, in generale, della musica etnica; David Byrne ha dichiarato alla rivista Rolling Stone che è uno dei dieci album più importanti della scena musicale internazionale del decennio, e la rivista Musica e Dischi lo ha eletto migliore album degli anni ottanta. L'album è inoltre nella posizione numero 4 della classifica dei 100 dischi italiani più belli di sempre, secondo la rivista Rolling Stone Italia.

### Omaggi
Il disco è stato reinterpretato per intero nel 2004 da Mauro Pagani, che ne ha rinnovato gli arrangiamenti, creando l'album 2004 Creuza de mä: oltre alle tracce originali, sono contenute anche Al Fajr, introduzione vocalizzata nello stile dei canti sacri della Turchia, Quantas Sabedes, Mégu Megùn (già incisa da De André su Le nuvole) e Neutte, ispirata dal poeta greco Alcmane.

## Classifiche

### Classifiche settimanali
| Classifica (1984) | Posizione massima |
| ----------------- | ----------------- |
| Italia            | 7                 |

### Classifiche di fine anno
| Classifica (1984) | Posizione |
| ----------------- | --------- |
| Italia            | 43        |

## Tracce
Testi di Fabrizio De André; musiche di Mauro Pagani.
Lato A
1. Creuza de mä – 6:16
2. Jamín-a – 4:52
3. Sidún – 6:25

Durata totale: 17:33
Lato B
1. Sinàn Capudàn Pascià – 5:32
2. A pittima – 3:43
3. A dumenega – 3:40
4. Da a me riva – 3:01

Durata totale: 15:56

## Formazione
- Fabrizio De André - voce, cori, chitarra ottava in D'ä mê riva
- Aldo Banfi - sintetizzatore
- François Bedel - zarb, percussioni
- Walter Calloni - batteria
- Edo Martin - sintetizzatore
- Mauro Pagani - oud, saz, bouzouki, mandola, mandolino, violino, viola, sintetizzatore, flauto, cori
- Maurizio Preti - percussioni
- Massimo Spinosa - basso
- Mario Arcari - shanai in Jamin-a
- Dino D'Autorio - basso in Sinàn Capudàn Pascià
- Franco Mussida - chitarra classica, mandolino elettrico in Â duménega
- Theodoros Kekes - gaida in Creuza de mä (da Air for solo gaida dall'album Souravli di Domna Samiou)

## Citazioni e omaggi
- Il cantautore Zucchero Fornaciari ha inserito un verso di Jamín-a tradotto in italiano nel suo brano Vedo nero del 2010 ("dove c'è pelo c'è amore").
- Nell'agosto 2020 è stata realizzata una nuova versione del brano Creuza de mä, cantata da numerosi interpreti italiani, su iniziativa di Dori Ghezzi, vedova di De André (scomparso nel 1999), appositamente per la cerimonia di inaugurazione, a Genova, del viadotto autostradale Genova San Giorgio[27], costruito in sostituzione del precedente viadotto Polcevera, crollato due anni prima provocando 43 vittime.
- Nel febbraio 2025, il brano Creuza de mä è stato eseguito durante il Festival di Sanremo 2025, nella serata delle cover, dal cantautore ligure Bresh insieme a Cristiano De André, figlio di Fabrizio; la cover è stata successivamente incisa. Durante l'esecuzione si sono verificati alcuni problemi tecnici che hanno compromesso l'audio, portando a due interruzioni ed alla ripetizione dell'esibizione per tre volte.